# Héctor Elizondo
Héctor Elizondo, född 22 december 1936 i New York, är en amerikansk skådespelare och regissör. För den svenska publiken är Elizondo förmodligen främst känd för rollen som Dr Philip Waters i Chicago Hope och som Carlos Torres i Grey’s Anatomi.

## Filmografi (filmer som haft svensk premiär)
- 1971 - Billy Dynamites partner - Sopis
- 1971 - Kvinnor, något att räkna med - Lou Kellerman
- 1971 - Valdez - mexikansk ryttare
- 1972 - Tur med otur
- 1972 - Ett jobb för Jim Kane - Juan
- 1974 - Till polischefen - top secret - D'Angelo
- 1974 - Pelham 1-2-3 kapat - Grey
- 1976 - Asfaltsdjungeln - mannen inunder
- 1979 - Cuba - Ramirez
- 1980 - American Gigolo - Sunday
- 1981 - Kära Miss Ross ... - kommissarie Raphael Andrews
- 1982 - Titta vi opererar - Angelo/Angela
- 1984 - Flamingo Kid - Arthur Brody
- 1985 - Privat område - The Maestro
- 1986 - Courage - Nick Miraldo
- 1986 - Ingenting gemensamt - Charlie Gargas
- 1989 - Leviathan - havets hämnare - Cobb
- 1989 - Passion och politik - Vic Ramos
- 1990 - Pretty Woman - hotelldirektören
- 1990 - Han är jag! - fängelsedirektören
- 1991 - En mans lag - polislöjtnant Ortega
- 1991 - Vägen hem
- 1991 - Frankie & Johnny - Nick
- 1991 - Tuffa tag på plan!
- 1993 - En mänsklig historia - Dom Paulo
- 1994 - Snuten i Hollywood III - Jon Flint
- 1994 - Nu är vi kvitt, farsan! - löjtnant Romayko
- 1994 - Perfekt alibi
- 1994 - 2000 Chicago Hope (TV-serie)
- 1997 - Turbulence - detektiv Aldo Hines
- 1999 - Runaway Bride - Fisher
- 2001 - En prinsessas dagbok - Joe
- 2004 - En prinsessas dagbok 2 - kungligt uppdrag - Joe
- 2006 - I-See-You.Com - Greg Rishwain
- 2011 - New Year's Eve - Kominsky